# オズの魔法使い (1902年のミュージカル)

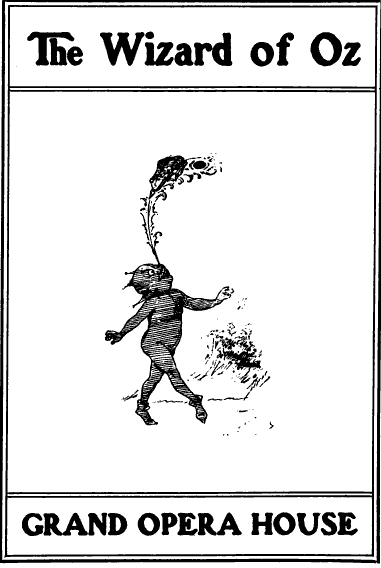
1894年にW.W.デンスロウがノームを描いた公演チラシ

オズの魔法使い (The Wizard of Oz ) は、1900年のライマン・フランク・ボーム原作『オズの魔法使い』を基にした、1902年のミュージカル・エクストラヴァガンザ。オリジナルの音楽のほとんどはポール・ティチェンズの作曲だが楽譜がほとんど残っていない。しかし1939年にメトロ・ゴールドウィン・メイヤーが映画『オズの魔法使』の製作を開始すると、曲を覚えている者が製作会議に参加することもあった。ボームは脚本家として名が掲載されているが、ボームの脚本が仕上がった後、グレン・マクドナーがコメディ部分を追記するため雇われた。
1902年6月16日、シカゴ・グランド・オペラ・ハウスで開幕し、1903年1月21日から1904年12月31日までブロードウェイにあったマジェスティック・シアターで293公演が上演され、その後オリジナル・キャストでツアー公演が行われた。ドロシー・ゲイル役にアナ・ラフリン、カカシ役にフレッド・ストーン、ブリキの木こり役(オリジナルの物語には名前がなかったが、ミュージカルでは「ニッコロ・チョッパー」と呼ばれ、オズ続編では「ニック・チョッパー」と呼ばれる)にデイヴィッド・C・モンゴメリー、臆病なライオン役にアーサー・ヒル(カナダの同名俳優とは別)が配役されたが、このミュージカル版では臆病なライオン役は小さな役となった。西の悪い魔女はこのミュージカル版では言及はされるが姿は現さない。トトはイモジンという牛に置き換えられた。北の良い魔女により降雪して、ドロシーと臆病なライオンを眠らせようとするポピーの魔力を消す、という描写は原作にはなかったが、1939年の映画版でも使用された 。原作にはない新たな登場人物はパストリア王2世とそのガールフレンドのトライクシー・トライフル(給仕)、シンシア・シンチ(精神錯乱者)、ダシュモフ・デイリー卿(桂冠詩人)、ウィリー・ガイル卿、リスキット大将などであった。ドロシー・ゲイルの姓は原作では登場していなかったが、このミュージカルで使用されてから1907年の『オズのオズマ姫(Ozma of Oz )』に登場した。
当時の新聞によると大筋は、パストリアがオズの魔法使いから王座を取り戻そうとする話であった。オリジナルの主要登場人物たちが魔法使いを探すのはサイドストーリーとされた。

## あらすじ

### 第1幕: 竜巻
少女ドロシー・ゲイルがカンザス州の大草原の中ほどにエムおばさん、ヘンリーおじさん、愛犬トトと共に暮らしている。ある日彼女がペットの牛のイモジンと遊んでいると大きな竜巻が起こる。ドロシーとトトが母屋に逃げると遠くに飛ばされ雲に入ってしまう。
センター・マンチの集落で、小さなマンチキンたちが、ドロシーの家が地面に落ちて東の悪い魔女が圧死したことに気付かず5月柱の周りで踊る。ドロシーがドアを開けると不思議なオズの国に驚く。北の良い魔女がドロシーに3つの願いを叶える魔法の指輪を授け、いつでも南の良い魔女グリンダを呼ぶことができると語る。良い魔女が杖を振るとドロシーの足に美しい靴が履かせられる。彼女はドロシーに家に帰りたければオズの魔法使いに頼めばきっと助けてくれると語る。
皆がいなくなると、ドロシーは木に引っ掛かったカカシと取り残される。彼女が誰かと話をしたいと願うと、カカシに命が宿る。彼は木から下りて脳がないことを嘆く。ドロシーはエメラルドの都に一緒に行こうと誘い、彼は『Alas for the Man Without Brains 』(悲しき脳無し男、の意)を歌う。ドロシーとカカシはピッコロを吹いたまま固まっているブリキの木こりと出会う。ブリキの木こりの本名はニッコロ・チョッパーという。彼は西の悪い魔女に心を取られ、もうガールフレンドのシンシアを愛することができなくなった。魔法使いから心をもらってシンシアのもとに戻るために旅に参加する。

### 第2幕: エメラルドの都
門番がエメラルドの都の周りを警備している。不機嫌な年寄り発明家ウィリー・ガイル卿がやってくる。彼は母親が亡くなってから魔法全てを否定している。彼の妻を殺したとして刑務所に入れられた後、一行はエメラルドの都に入る。
魔法使いはカカシに脳を、ブリキの木こりに心を授ける。彼はこれが彼の業績の中で最高のことであるとして祝宴を開く。12カ国がそれぞれ歌う世界の球が投げられる。魔法使いはパストリアのマークの入った籠で魔法を披露する。魔法使いはこの魔法を披露しながら、王座の権利は自分にあると主張し、政権を覆そうとする。大きな混乱が起き、その隙に魔法使いは気球で逃げる。ドロシーは家に帰りたいと願い続け、南の良い魔女グリンダの城に仲間を連れていく。

### 第3幕: グリンダの城
ドロシーと仲間たちが城に着くと歓迎を受ける。祝宴が開かれ、グリンダはドロシーを家に帰す約束をする。舞台袖から出演者が全員登場してフィナーレを歌う。

## 構想および脚本
ボームは友人で作曲家のポール・ティチェンズ、装置および衣裳デザインを担当したオリジナル挿絵画家のウィリアム・ウォレス・デンスロウとコラボレートして脚本を執筆することを決めた。1901年、オリジナルの小説になるべく近付けるようにして脚本、楽譜、デザインが完成した。シカゴ・グランド・オペラ・ハウスのマネージャーのフレッド・R・ハムリンに提出すると彼はとても気に入り、ジュリアン・P・ミッチェルに演出を依頼した。
ミッチェルは見せ場に欠け、二流でスケールが小さいとしてこの脚本を気に入らなかった。しかし彼は「大作になる可能性がある」とハムリンに電報を送った。ミッチェルがこのプロジェクトを受け入れると、彼はいくつかの新曲のため新たな作曲家を迎え入れ、ティチェンズの曲のいくつかをカットした。彼はグレン・マクドナーと共に脚本をすっかり書き換え、新たな登場人物や出来事を追加し、臆病なライオンの役を減らして西の悪い魔女の役をすっかりなくし、ドロシーの友達としてトトではなく牛を追加した。ボームはこれについて失望したが、ミッチェルの演出経験を信頼し、カカシ役のフレッド・ストーンやブリキの木こり役のデイヴィッド・モンゴメリーのコメディ・センスがヒットに繋がるだろうと希望を持った。上演はとても成功し、当時上演する劇場全てが記録を塗り替えた。

## プロダクションおよび初期の再演
1901年のボームの脚本を書き替えるためにミッチェルは時事的なユーモアを追加するためにマクドナーを雇った。「雑な西部の駄洒落とギャグばかり」との批判を書いた『シカゴ・レコード・ヘラルド』紙の編集者に対し、ボームはマクドナーを東部にあるニューヨークのコメディ作家だと説明した手紙を送った。1904年6月26日の『シカゴ・トリビューン』への公開書簡でボームは、ミュージカルの仕上がりについて傷心しているとの噂に対して主張した。「初演において私の脚本の扱い方に不満を持っていることをうまく伝えることができないことを認める。成功している作家たちでさえ自身の作品の戯曲化に大満足する者は少ないだろう。彼らはおそらく観客にはわからないであろうオリジナル作品との大きな差異に気付くだろう」。彼はいくつかの改訂を試みたが最終的にやめた。「観客は楽しめるだろうが、作家が気に入るとは限らない。ジュリアン・ミッチェルが素晴らしいプロデューサーとみなされるだろう。彼は観客が観たいものを正確に表現するだろうし、それは通常成功する」。
3曲を除くオリジナルの楽曲のほとんどはポール・ティチェンズが作曲し、ボームが作詞した。数公演上演した後カットされた『The Guardian of the Gate 』、当時品がないとされた『The Different Ways of Making Love 』、『It Happens Every Day 』はナタニール・D・マンが作曲した。彼はのちに1908年のボームの映画/劇作『The Fairylogue and Radio-Plays 』の音楽を作曲することとなった。ボームの曲のほとんどはオペレッタのように物語と関わりがあったが、実際上演するとヴォードヴィルのようになり、他の作曲家による新曲にほとんど置き換えられた。ミュージカルで使用された最初の曲はのちにカカシの曲として有名になる『The Traveler and the Pie 』だが、当初ボームとティチェンズが『The Octopus; or the Title Trust 』で使用しようとしていた曲であった。ただしこの作品は上演されたことはなく、未完成であった可能性がある。ボームとティチェンの共同の作曲だが、唯一の例外として当時人気があり作品に残った。ジェイムズ・オディアとエドワード・ヒッチンソンは使用楽曲中最も賑やかな曲の1つ『Sammy 』を作曲し、トライクシー・トライフルがパストリアの前で失恋を歌う。レコーディングで最も新しいものはハリー・マクドナーによるものである。
魔女たちはほとんど出てこず、北の良い魔女ロキャスタが登場するのみであり、東の悪い魔女は特殊効果の演出で行なった。ドロシーの犬トトはイモジンという牛に置き換えられた。西の悪い魔女は登場せず、南の良い魔女グリンダもオリジナル・ブロードウェイ版には登場しないが、別の版で登場することもある。グリンダは第3幕にしか登場しないため、ミッチェルが第3幕を書き替えた時に削除され、ドロシー一行がパストリアから逃げようとする時のオズとグリンダの国の国境で終わるようにした。
新しい登場人物はオズの真の王でカンザスで運転士 をしていたパストリア王2世、そのガールフレンドでウェイトレスのトライクシー・トライフルなどである。ドロシーが家に帰りたいとする目的よりも、彼の王座復帰の方がやや重要視されている。他の脇役である精神錯乱者の女性シンシア・シンチはニッコロ・チョッパーのガールフレンドでありニミー・アミーの原型となった。ニッコロ・チョッパーはピッコロを演奏することができ、シンシアの曲のうち1曲でピッコロを演奏し、その後もボームはニッコロがピッコロを演奏できるとは言及していないが、オズ映画第1作目の1910年の映画『オズの魔法使い』でもニッコロはピッコロを演奏している。魔法使いはストックキャラクターのステレオタイプであるが演者にまかされている。彼はウィリー・ガイル卿やリスキット大将に助けられている。デイヴィッド・L・グリーンとディック・マーティンは『The Oz Scrapbook 』の中でウィリー・ガイル卿とリスキット大将を誤って入れ替えている。ドナルド・アボットは『How the Wizard Saved Oz 』の挿絵でこの誤りをネタにしている。
この作品の中の臆病なライオンなどの動物はパントマイムを基本としており話すことができない。ライオンの衣裳はリアルだが、1939年の『オズの魔法使』のバート・ラー演じる臆病なライオンとはかけ離れている。悪役で怖がらせるが、コミカルな役割である。他の登場人物の旅がそれほど重要視されずにコミカルに描かれ、ライオンの勇気を求めての旅は完全にカットされた。一行の旅の目的は、革命、留置により脇に追いやられながら取りあえず遂行される。窮地でデウス・エクス・マキナとして再度竜巻が起こり、ドロシーは家まで飛ばされる。
新たな話の展開の多くは事実上要領を得ない。キスのおまじないに加え、ドロシーの3つの願いの1つ目は重要視されていない。2つ目はカカシを生き返らせ、3つ目はダシュモフ・デイリー卿(ズボン役)がガールフレンドであるキャリー・バリーに書いた曲を覚える。この曲はボームとティチェンズによって書かれたが、グレン・マクドナーとアルフレッド・ボールドウィン・スローンの名が記載されていることがある。これは作品をより良くみせようとした偽装である。
この作品の1939年の映画『オズの魔法使』への最大の影響は「ミュージカル化」(ただしこの作品の音楽は使用されていない)であるとされる。他に第1幕終了時のポピーの花園のシーンなどがある。小説では野ネズミの大群が臆病なライオンの乗ったカートをポピーの花園から引っ張り出す。しかしこれは舞台上では難しく(ただし1974年のミュージカル 『ザ・ウィズ』では擬人化した取締官として登場)、ボームは脚本で雪の女王が起こした吹雪がポピーたちをなぎ倒す。これは1939年の映画版でグリンダが同様のことを行なう。この第1幕には精巧なダンス『Winter Jubilation 』が披露されるが、ジェイムズ・ペイトリック・ドイルはアルバム『Before the Rainbow: The Original Music of Oz 』の中でこの曲をシンセサイザーで演奏している。
この頃キャスト・アルバムは存在していなかった。観客は二度と観られない舞台にアンコールを何度も要求するため、当時の公演は4時間を超えることがしばしばあった。人気のある曲が何度も演奏され、これにより製作側は曲の存続またはカットの判断基準とした。当時セーリングとフットボール、2つのネタが人気があり、フットボールのネタはスポーツの暴力性をパロディ化したものであったが、どちらも新しいネタの台頭により演じられなくなっていった。
オリジナル・キャストにはドロシー・ゲイル役にアナ・ラフリン、カカシ役にフレッド・ストーン、ニック・チョッパー(ブリキの木こり)役にデイヴィッド・C・モンゴメリー、シンシア・シン チ役にヘレン・バイロン、ダシュモフ・デイリー卿役にベシー・ウィン、パストリア王2世役にギルバート・クレイトン、オズ役にボビー・ゲイラー、臆病なライオン役にアーサー・ヒル、トライクシー・トライフル役にグレイス・キンボル、牛のイモジン役にエドウィン・J・ストーンが配役された。この公演は場所を替え、ニューヨーク・シアターで上演された。1904年、アーカンソー州にあるホットスプリングス国立公園の中のオペラ・ハウスに遠征した。1905年までニューヨークでの公演は14番通りとアーヴィング通りにあったアカデミー・オブ・ミュージックに移行した。モンゴメリーとストーンはまだ役に付いていたが、ドロシー役はモナ・デスモンドに変更となった。トライクシー・トライフル役はマリオン・スタンリーに、ウィリー・ガイル卿役はジョージ・B・フィールドに、魔法使い役はチャールズ・E・ミッチェルになった。雪の女王役は男性のバート・ディーンが演じた。
1934年頃まで再演され続け、チャールズ・H・ピンカムがカカシ役を演じた。

## 続編
小説の続編の要望が上がり、公演の成功により、初版から4年後にボームは『オズの虹の国(The Marvelous Land of Oz )』を執筆した。彼はこの本をカカシ役のストーンとブリキの木こり役のモンゴメリーとストーンのために書き、ドロシーと臆病なライオンは懐古的に登場する。しかし『オズの魔法使い』がまだ終演しておらず、ストーンとモンゴメリーが新作に出演できないことから、ボームはミュージカル『The Woggle-Bug 』を執筆し、ブリキの木こりを削除し、カカシはリチャード・スプド卿、グリンダは『The Magical Monarch of Mo 』のメッタに置き換えられ、「オズ」は何度か言及されるが、「エメラルドの都」は「宝石の都」に改名した。主役のウォグル・バグは小説では半ばに登場するが舞台版ではオープニングのシーンから登場し、彼の指導者であるノウィトール教授はノウィット教授として、ジンジャー大将率いる反逆軍の女性大尉でガールフレンドのプリシー・プリングと共に主要登場人物に昇格した。ジャック・パンプキンヘッドとウォグル・バグはカカシとブリキの木こりのようなコミカルなコンビとなった。シカゴのギャリック・シアターで上演され、フレデリック・チャピンの音楽は称賛されたが、ボームの脚本は酷評された。過去の曲が2曲使用され、ボームの作曲と誤って記載された。『オズの魔法使い』の曲は使用され ていない。一般的に続編というよりも『オズの魔法使い』にあやかった金儲け、安易な模倣とされている。

## 第二次世界大戦後の再演
1982年5月、ニュー・アムステルダム・シアター・カンパニーによりニューヨークでコンサート版が上演された。1998年と2006年にニュー・センチュリー・オペラ・カンパニーによりフロリダ州ターポン・スプリングスでこのコンサート版が再演され、ボームとティチェンズによるこれらの曲をピアノ伴奏でCDにレコーディングした。2003年、ハングリー・タイガー・プレスはミュージカル版の2枚組CDを出版した。
2010年、オハイオ州カントンのコミュニティ・シアター・カンパニーであるカントン・コミック・オペラ・カンパニーは復刻版を上演した。80年ぶりのフル・オーケストラ形式の上演とされている。

## 音楽
いくつかの曲はアメリカ国外でも知られている。1907年、ボームがエジプトのカイロにあるシェファード・ホテルに滞在中、ハンガリアン・ジプシー・バンドがボームに敬意を表してこのミュージカルの曲を演奏した。
| ポール・ティチェンズ作曲 - Prelude - Life in Kansas - Cyclone - Transformation - Maypole Dance - Death of the Wicked Witch - Locasta's Entrance - Invocation & Death of the Poppies - Transformation - Winter Jubilation - Hayfoot, Strawfoot - Phantom Patrol - Waltz & Grand March - Lanciers - Schottische | ライマン・フランク・ボーム/ポール・ティチェンズ作曲 - Niccolo's Piccolo (マクドナー/スローン作曲とされることもある) (シンシア・クリンチ) - Carrie Barry (マクドナー/スローン作曲とされることもある) (ドロシー) - The Scarecrow (Alas for the Man Without Brains) (カカシ) - Love Is Love (ダシュモフ・デイリー卿) - When You Love, Love, Love (カカシ, ニック・チョッパー、ドロシー) - Poppy Song (Poppy Chorus) - The Guardian of the Gate (門番) (シカゴ公演ではカット) - When We Get What's A'comin to Us (ドロシー, カカシ, ニック) - Just a Simple Girl from the Prairie (ドロシー) - The Wizard Is No Longer King (アンサンブル) - The Traveler and the Pie (カカシ) |

| ボーム/ナサニール・D・マン作曲 - The Different Ways of Making Love (ドロシー、シンシア) - It Happens Every Single Day アルフレッド・ボールドウィン・スローン/グレン・マクドナー作曲 - In Michigan (パストリア) - The Man Who Stays in Town (パストリア、トライクシー・トライフル) (未完成、クレジット無し) - Star of My Native Land (パストリア) エドガー・スミス/アルフレッド・ボールドウィン・スローン作曲 - Connemara Christening (ニック) - Spanish Bolero (カカシ) ジェームズ・オディア/エドワード・ハッチンソン作曲 - Sammy (トリクシー) - As Long as There's Love in the World (ダシュモフ卿) ウィル・D・コブ/ガス・エドワーズ作曲 - Rosalie (ドロシー、シンシア) - I Love Only One Girl in the Wide, Wide World (ダシュモフ卿) - The Tale of a Cassowary (シンシア) - Johnnie I'll Take You (トリクシー) - I'll Never Love Another Love Like I Love You (ダシュモフ卿) | ジェームズ・オディア/ロバート・J・アダムズ作曲 - Daisy Donahue (パストリア) ["Down on the Brandywine" に置き換え] - The Sweetest Girl in Dixie (ドロシー) [1904年-1905年頃追加。『Sergeant Brue 』(1904年)のために作曲] ヴィンセント・ブライアン/J.B.ミュレン作曲 - Down on the Brandywine (トライクシー、パストリア) ["Daisy Donohue" に置き換え] - 'Twas Enough to Make a Perfect Lady Mad (シンシア) - Under a Panama (ドロシー) [『A Chinese Honeymoon 』(1902年)のために作曲]、ウィリアム・ジェローム/ジャン・シュワルツ作曲 - The Nightmare (カカシ、ニック) ヴィンセント・ブライアン/チャールズ・ジマーマン作曲 - Marching Thro' Georgia (カカシ、ニック) - Sitting Bull (カカシ) [1904年追加] - Football (カカシ、ニック) - Marching Through Port Arthur (カカシ、ニック) ヴィンセント・ブライアン/レオ・エドワーズ作曲 - The Tale of the Monkey (シンシア) - My Own Girl (ダシュモフ卿) - I Love You All the Time (ダシュモフ卿) ["Love Is Love"に置き換え]、ウィル・R・アンダーソン |

その他
- She Didn't Really Mind the Thing at All (魔法使い)、ジョン・スレイヴァン/ナサニール・D・マン作曲
- Mr. Dooley (魔法使い) [『A Chinese Honeymoon 』(1902年)のために作曲]、ウィリアム・ジェローム/ジャン・シュワルツ作曲
- The Witch Behind the Moon (シンシア) [1903年頃"There's a Lot of Things You Never Learn at School"に置き換え]ウェスリン/アルバート作曲
- I'll Be Your Honey in the Springtime (ドロシー、コーラス)、ハリー・フリーマン作曲
- Bloomin' Lize (カカシ、ニック)、マット・C・ウッドウォード/ベンジャミン・ジェローム作曲
- Meet Me Down at the Corner (魔法使い) [1907年頃アイルランド系音楽に置き換え]ウィル・D・コブ/ハリー・ホイト作曲
- The Lobster Song (I Was Walking 'Round the Ocean) (カカシ、ニック)、ヒュー・モートン/ガステイヴ・カーカー作曲
- That's Where She Sits All Day (カカシ、ニック)、フランク・レオ作曲"cockney Negro"に置き換え)
- Nautical Nonsense (Hurrah for Baffin's Bay!) (カカシ、ニック)、ヴィンセント・ブライアン/セオドア・F・モース作曲
- Pocahontas (シンシア) [1907年-1908年頃追加]、ブライアン/ガス・エドワーズ作曲
- Honey, My Sweet (ドロシー)、ヘンリー・M・ブロッサム・ジュニア/ジョージ・A・スピンク作曲
- Must You? (ニック、カカシ)、ハリー・ボーデン/デイヴィッド・C・モンゴメリー/バート・ブランフォード作曲
- There's a Lot of Things You Never Learn at School (シンシア) [1903年頃"The Witch Behind the Moon"に置き換え]、エド・ガーデニア/エドウィン・S・ブリル作曲
- Mary Canary (ダシュモフ卿)、エドワード・P・モラン/シーモア・ファース作曲
- Johnnie Morgan、ハリー・H・ウィリアムズ/ヴァナスタイン作曲
- Good Bye Fedora (カカシ) [1904年-1905年頃追加]、ウィリアムズ&ロバート・J・アダムズ作曲
- Only You (ダシュモフ卿)、チャールズ・ジマーマン/フランク・キーシー作曲
- When the Heart is Sad (ダシュモフ卿)、ジマーマン/ホリスター作曲
- Budweiser's a Friend of Mine (魔法使い) [1907年のZiegfeld Follies の成功後の1908年頃追加]、ブライアン/ファース作曲
- Julie Dooley (魔法使い) (『馬と少年』(1904年)のために作曲された)、フランク・R・アダムズ/ウィル・M・ヒュー/ジョセフ・E・ハワード作曲
- The Tale of a Stroll (トリクシー) (『The Swedish Chef 』(1904年)のために作曲された) [1905年にマリオン・スタンリーがトリクシー役を継いだ時短期間"Sammy"に置き換え]、ジョージ・トッテン・スミス/バード・ドアティ/ベンジャミン・M・ジェローム作曲
- Can't You See I'm Lonely (トリクシー) [1905年-1906年頃第2回ツアー公演でドロシー役を演じたイザベル・ダモンドがトリクシー役に配役された時短期間"Sammy"に置き換え]、フィリックス・F・フェイスト/ハリー・アームストロング作曲
- Are You Sincere? (トリクシー) [1908年頃、アルフレッド・ブライアン/アルバート・ガンブル作曲"Sammy"の後に追加。ビクター5613の『Are Youse in Here? 』としてナット・M・ウィルスにパロディ化された]
- The Moon Has His Eyes on You (ダシュモフ卿) [1905年頃"Love Is Love"に置き換え]、ビリー・ジョンソン/アルバート・フォン・タイザー作曲
- Come Take a Skate with Me (ドロシー) [『His Honor, the Mayor 』(1906年)のために作曲され1907年頃追加]、R.A.ブロウン/ガス・エドワーズ作曲

## ツアー公演
1903年から1909年、ツアー公演が行われた。1903年10月1日からブロードウェイで上演され、その後1904年3月から1905年10月まで上演された。1911年、地方公演が行われた。

## 関連事項
- オズの魔法使いの派生作品 — 『オズの魔法使い』の派生作品